# سونی سایبرشات دی‌اس‌سی-آر۱
سونی سایبرشات دی‌اس‌سی-آر۱ (به انگلیسی: Sony Cyber-shot DSC-R1) یک دوربین عکاسی ساخت شرکت سونی است.